# Điểm đến của Lufthansa

### Châu Phi

#### Bắc Phi
- Algérie
  - Algiers - Sân bay Houari Boumedienne
- Ai Cập
  - Cairo - Sân bay quốc tế Cairo
- Maroc
  - Casablanca - Sân bay quốc tế Mohammed V
  - Marrakech - Sân bay Marrakech Menara
- Tunisia
  - Tunis - Sân bay quốc tế Tunis-Carthage

#### Trung Phi
- Angola
  - Luanda - Sân bay Quatro de Fevereiro
- Guinea Xích Đạo
  - Malabo - Sân bay quốc tế Malabo

#### Đông Phi
- Eritrea
  - Asmara - Sân bay quốc tế Asmara
- Ethiopia
  - Addis Ababa - Sân bay quốc tế Bole
- Kenya
  - Nairobi - Sân bay quốc tế Jomo Kenyatta

#### Nam Phi
- Cộng hoà Nam Phi
  - Cape Town - Sân bay quốc tế Cape Town
  - Johannesburg - Sân bay quốc tế OR Tambo
- Namibia
  - Windhoek - Sân bay quốc tế Hosea Kutako
- Mauritius
  - Port Louis - Sân bay quốc tế Sir Seewoosagur Ramgoolam (season)

##### Tây Phi
- Nigeria
  - Abuja - Sân bay quốc tế Nnamdi Azikiwe
  - Lagos - Sân bay quốc tế Murtala Muhammed
  - Port Harcourt - Sân bay quốc tế Port Harcourt

### Châu Mỹ

#### Bắc Mỹ
- Canada
  - Calgary - Sân bay quốc tế Calgary
  - Montréal - Sân bay quốc tế Montréal-Pierre Elliott Trudeau
  - Toronto - Sân bay quốc tế Toronto Pearson
  - Vancouver - Sân bay quốc tế Vancouver
  - Ottawa - Sân bay quốc tế Ottawa Mcdonald-Cartier
- México
  - Thành phố México - Sân bay quốc tế Thành phố México
  - Cancún - Sân bay quốc tế Cancún
- Hoa Kỳ
  - Atlanta - Sân bay quốc tế Hartsfield-Jackson
  - Austin - Sân bay quốc tế Austin-Bergstrom
  - Boston - Sân bay quốc tế Logan
  - Charlotte - Sân bay quốc tế Charlotte/Douglas
  - Chicago - Sân bay quốc tế O'Hare
  - Dallas - Sân bay quốc tế Dallas/Fort Worth
  - Denver - Sân bay quốc tế Denver
  - Detroit - Sân bay quốc tế Detroit
  - Houston - Sân bay liên lục địa George Bush
  - Los Angeles - Sân bay quốc tế Los Angeles
  - Miami - Sân bay quốc tế Miami
  - Newark, New Jersey - Sân bay quốc tế Newark Liberty
  - New York City - Sân bay quốc tế John F. Kennedy
  - Orlando - Sân bay quốc tế Orlando
  - Philadelphia - Sân bay quốc tế Philadelphia
  - San Francisco - Sân bay quốc tế San Francisco
  - Seattle - Sân bay quốc tế Seattle-Tacoma
  - Washington, D.C. - Sân bay quốc tế Washington Dulles
  - Tampa - Sân bay quốc tế Tampa

#### Trung Mỹ
- Costa Rica
  - San José - Sân bay quốc tế Juan Santamaría
- Panama
  - Sân bay quốc tế Tocumen

#### Nam Mỹ
- Colombia
  - Bogotá -Sân bay quốc tế El Dorado
- Argentina
  - Buenos Aires - Sân bay quốc tế Ministro Pistarini
- Brasil
  - São Paulo - Sân bay quốc tế São Paulo-Guarulhos
  - Rio de Janeiro - Sân bay quốc tế Rio de Janeiro-Galeão

### Châu Á

#### Trung Á
- Kazakhstan
  - Almaty - Sân bay quốc tế Almaty
  - Astana - Sân bay quốc tế Astana

#### Đông Á
- Trung Quốc
  - Thẩm Dương - Sân bay quốc tế Đào Tiên Thẩm Dương
  - Bắc Kinh - Sân bay quốc tế Thủ Đô Bắc Kinh
  - Quảng Châu - Sân bay quốc tế Bạch Vân Quảng Châu
  - Thanh Đảo - Sân bay quốc tế Lưu Đình Thanh Đảo
  - Nam Kinh - Sân bay quốc tế Lộc Khẩu Nam Kinh
  - Thượng Hải - Sân bay quốc tế Phố Đông-Thượng Hải
  - Nam Kinh - Sân bay quốc tế Lộc Khẩu Nam Kinh
- Hồng Kông
  - Hồng Kông - Sân bay quốc tế Hồng Kông
- Nhật Bản
  - Nagoya - Sân bay quốc tế Chūbu Centrair
  - Osaka - Sân bay quốc tế Kansai
  - Tokyo - Sân bay Haneda
- Hàn Quốc
  - Seoul - Sân bay quốc tế Incheon

#### Nam Á
- Ấn Độ
  - Bangalore - Sân bay quốc tế Bengaluru
  - Chennai - Sân bay quốc tế Chennai
  - Delhi - Sân bay quốc tế Indira Gandhi
  - Mumbai - Sân bay quốc tế Chhatrapati Shivaji

#### Đông Nam Á
- Singapore
  - Sân bay quốc tế Singapore Changi
- Thái Lan
  - Bangkok - Sân bay quốc tế Suvarnabhumi

#### Tây Nam Á
- Azerbaijan
  - Baku - Sân bay quốc tế Heydar Aliyev
- Bahrain
  - Sân bay quốc tế Bahrain
- Gruzia
  - Tbilisi - Sân bay quốc tế Tbilisi
- Iran
  - Tehran - Sân bay quốc tế Imam Khomeini
- Iraq
  - Erbil - Sân bay quốc tế Erbil
- Israel
  - Tel Aviv - Sân bay quốc tế Ben Gurion
- Jordan
  - Amman - Sân bay quốc tế Queen Alia
- Kuwait
  - Sân bay quốc tế Kuwait
- Liban
  - Beirut - Sân bay quốc tế Beirut Rafic Hariri
- Oman
  - Muscat - Sân bay quốc tế Muscat
- Qatar
  - Doha - Sân bay quốc tế Hamad
- Ả Rập Xê Út
  - Dammam - Sân bay quốc tế King Fahd
  - Jeddah - Sân bay quốc tế King Abdulaziz
  - Riyadh - Sân bay quốc tế Quốc vương Khalid
- Các Tiểu vương quốc Ả Rập Thống nhất
  - Dubai - Sân bay quốc tế Dubai

### Châu Âu
- Albania
  - Tirana - Sân bay quốc tế Tirana Nënë Tereza
- Áo
  - Graz - Sân bay Graz
  - Innsbruck - Sân bay Innsbruck
  - Linz - Sân bay Linz
  - Viên - Sân bay quốc tế Viên
  - Salzburg - Sân bay Salzburg
- Belarus
  - Minsk - Sân bay quốc tế Minsk
- Bỉ
  - Brussels - Sân bay Brussels
- Bosnia và Herzegovina
  - Sarajevo - Sân bay quốc tế Sarajevo
- Bungary
  - Sofia - Sân bay quốc tế Sofia
- Croatia
  - Dubrovnik - Sân bay Dubrovnik (season)
  - Split - Sân bay Split (season)
  - Zadar - Sân bay Zadar (season)
  - Zagreb - Sân bay Zagreb
- Cộng hoà Séc
  - Praha - Sân bay quốc tế Ruzyně
- Đan Mạch
  - Billund - Sân bay Billund
  - Copenhagen - Sân bay Copenhagen
- Estonia
  - Tallinn - Sân bay Tallinn
- Phần Lan
  - Helsinki - Sân bay Helsinki-Vantaa
- Pháp
  - Bastia - Sân bay Bastia - Poretta
  - Lyon - Sân bay quốc tế Saint-Exupéry
  - Marseilles - Sân bay Marseille Provence
  - Mulhouse - Sân bay EuroAirport Basel-Mulhouse-Freiburg
  - Nice - Sân bay Nice Côte d'Azur
  - Paris - Sân bay quốc tế Charles de Gaulle
  - [Paris]] - Sân bay Orly
  - Toulouse - Sân bay quốc tế Toulouse Blagnac
- Đức
  - Berlin - Sân bay quốc tế Berlin-Brandenburg
  - Bremen - Sân bay Bremen
  - Köln - Sân bay Cologne Bonn
  - Dresden - Sân bay Dresden
  - Düsseldorf - Sân bay quốc tế Düsseldorf
  - Frankfurt - Sân bay quốc tế Frankfurt Primary Hub
  - Friedrichshafen - Sân bay Friedrichshafen
  - Hamburg - Sân bay Hamburg Focus city
  - Hanover - Sân bay Hannover
  - Leipzig - Sân bay Leipzig/Halle
  - Munich - Sân bay quốc tế Franz Josef Strauss Hub
  - Münster - Sân bay Münster/Osnabrück
  - Nuremberg - Sân bay Nuremberg
  - Paderborn - Sân bay Paderborn Lippstadt
  - Rostock - Sân bay Rostock-Laage [theo mùa]
  - Stuttgart - Sân bay Stuttgart
  - Westerland - Sân bay Sylt [theo mùa]
- Síp
  - Larnaca - Sân bay quốc tế Larnaca
- Hy Lạp
  - Athens - Sân bay quốc tế Athens
- Hungary
  - Budapest - Sân bay quốc tế Budapest Ferihegy
- Ireland
  - Dublin - Sân bay Dublin
- Iceland
  - Reykjavík - Sân bay quốc tế Keflavík [theo mùa]
- Ý
  - Ancona - Sân bay Ancona
  - Bari - Sân bay Bari
  - Bologna - Sân bay Bologna
  - Bergamo - Sân bay quốc tế Orio al Serio
  - Cagliari - Sân bay Cagliari-Elmas
  - Catania - Sân bay quốc tế Catania-Fontanarossa
  - Florence - Sân bay Florence
  - Genova - Sân bay Genoa Cristoforo Colombo
  - Milan
    - Sân bay Linate
    - Sân bay quốc tế Malpensa Focus city

  - Napoli - Sân bay quốc tế Napoli
  - Olbia - Sân bay Olbia Costa Smeralda [theo mu]
  - Pisa - Sân bay quốc tế Galileo Galilei
  - Rimini - Sân bay quốc tế Federico Fellini
  - Roma - Sân bay Leonardo da Vinci-Fiumicino
  - Trieste - Sân bay Friuli Venezia Giulia
  - Torino - Sân bay Turin
  - Venice - Sân bay Venice Marco Polo
  - Verona - Sân bay Verona
- Latvia
  - Riga - Sân bay quốc tế Riga
- Litva
  - Vilnius - Sân bay quốc tế Vilnius
- Malta
  - Luqa - Sân bay quốc tế Malta
- Moldova
  - Chişinău - Sân bay quốc tế Chişinău
- Hà Lan
  - Amsterdam - Sân bay quốc tế Amsterdam Schiphol
- Na Uy
  - Bergen - Sân bay Bergen
  - Oslo - Sân bay Oslo, Gardermoen
  - Stavanger - Sân bay Stavanger, Sola
- Ba Lan
  - Gdańsk - Sân bay Gdańsk Lech Wałęsa
  - Katowice - Sân bay quốc tế Katowice
  - Kraków - Sân bay quốc tế Kraków John Paul II
  - Poznań - Sân bay Poznań-Ławica
  - Rzeszów - Sân bay Rzeszów-Jasionka
  - Warszawa - Sân bay Frédéric Chopin Warszawa
  - Wrocław - Sân bay Copernicus Wrocław
- Bồ Đào Nha
  - Faro - Sân bay Faro
  - Lisboa - Sân bay Lisboa Portela
  - Porto - Sân bay Francisco de Sá Carneiro
- România
  - Bucharest - Sân bay Henri Coandă
  - Cluj Napoca - Sân bay Cluj-Napoca
  - Sibiu - Sân bay Sibiu
  - Timişoara - Sân bay Traian Vuia
- Nga
  - Moskva - Sân bay quốc tế Domodedovo
  - Sankt-Peterburg - Sân bay quốc tế Pulkovo
- Serbia
  - Belgrade - Sân bay Belgrade Nikola Tesla
- Tây Ban Nha
  - Barcelona - Sân bay quốc tế Barcelona
  - Alicante - Sân bay Alicante
  - Bilbao - Sân bay Bilbao
  - Madrid - Sân bay quốc tế Barajas
  - Málaga - Sân bay Málaga
  - Palma de Mallorca - Sân bay Palma de Mallorca
  - Ibiza - Sân bay Ibiza (season)
  - Valencia - Sân bay Valencia
  - Gran Canaria - Sân bay Gran Canaria
  - Tenerife - Sân bay Tenerife South
- Thuỵ Điển
  - Gothenburg - Sân bay Gothenburg-Landvetter
  - Stockholm - Sân bay Stockholm-Arlanda
- Thụy Sĩ
  - Genève - Sân bay quốc tế Genève
  - Zürich - Sân bay Zürich
- Thổ Nhĩ Kỳ
  - Istanbul - Sân bay Istanbul
  - İzmir - Sân bay quốc tế Adnan Menderes
  - Antalya - Sân bay Antalya
  - Bodrum - Sân bay Milas-Bodrum (season)
- Ukraina
  - Odessa - Sân bay quốc tế Odessa
  - Kiev - Sân bay quốc tế Boryspil
  - Lviv - Sân bay quốc tế Lviv
- Vương quốc Anh
  - Birmingham - Sân bay Birmingham
  - Edinburgh - Sân bay Edinburgh
  - Inverness - Sân bay Inverness [theo mùa]
  - Jersey - Sân bay quốc tế Jersey [theo mùa]
  - Luân Đôn
    - Sân bay London City
    - Sân bay London Heathrow
    - Sân bay Gatwick

  - Glasgow - Sân bay Glasgow
  - Cardiff - Sân bay Cardiff
  - Manchester - Sân bay Manchester
  - Newcastle upon Tyne - Sân bay quốc tế Newcastle
  - Newquay - Sân bay quốc tế Newquay Cornwall [theo mùa]

### Điểm đến trước đây
Châu Phi
- Algérie - Constantine
- Cameroon - Douala
- Cape Verde - Sal
- Cote d'Ivoire -  Abidjan
- Democratic Republic of the Congo - Kinshasa
- Ai Cập - Alexandria
- Kenya - Nairobi
- Mauritius
- Maroc -  Tangier
- Namibia - Windhoek
- Sénégal - Dakar
- Tanzania - Dar es Salaam
- Uganda - Entebbe
- Zimbabwe - Harare

Châu Á
- Armenia - Yerevan
- Trung Quốc - Thẩm Dương
- Iraq -  Baghdad
- Nepal - Kathmandu
- Pakistan - Karachi, Lahore
- Philippines - Manila
- Nga - Novosibirsk, Ufa
- Syria - Damascus
- Đài Loan - Đài Bắc

Châu Âu
- Áo - Salzburg
- Cộng hòa Séc - Brno
- Phần Lan - Turku
- Pháp - Bordeaux, Lille, St Tropez, Strasbourg
- Đức: Augsburg, Dortmund, Heringsdorf, Kiel
- Hy Lạp - Heraklion, Thessaloniki
- Ý - Elba, Milan-Orio al Serio
- Slovakia - Bratislava
- Tây Ban Nha - Ibiza, Las Palmas de Gran Canaria
- Thổ Nhĩ Kỳ - Antalya
- Anh - Bristol, Glasgow

Châu Mỹ
- Bolivia - La Paz
- Brazil - Rio de Janeiro
- Chile - Santiago
- Colombia - Bogotá
- Ecuador - Guayaquil, Quito
- Jamaica - Kingston
- México - Monterrey
- Paraguay - Asuncion
- Peru - Lima (planned to be resumed in October 2010)
- Puerto Rico - San Juan
- United States - Anchorage, Phoenix, Portland
- Uruguay - Montevideo

Châu Úc
- Australia - Melbourne, Sydney
- New Zealand - Auckland